# Boucau
Boucau é uma comuna francesa na região administrativa da Nova Aquitânia, no departamento dos Pirenéus Atlânticos. Estende-se por uma área de 5,82 km². Em 2010 a comuna tinha 8 657 habitantes (densidade: 1 487,5 hab./km²).171 hab/km².